# 1,4,7-triazaciclononano
El 1,4,7-triazaciclononano, también llamado 1,4,7-triazonano, octahidro-1H-1,4,7-triazonina, trietilentriamina o tacn, es un compuesto orgánico de fórmula molecular C6H15N3. Su estructura química corresponde a una amina heterocíclica saturada de nueve miembros, con tres grupos aminos espaciados entre sí por dos carbonos.

## Características físicas y químicas
A temperatura ambiente, el 1,4,7-triazaciclononano es un sólido blanco que se presenta en forma de cristales o como polvo.
Tiene su punto de fusión a 43 °C y su punto de ebullición a 254 °C.
Con una densidad inferior a la del agua (ρ = 0,900 g/cm³), es solo parcialmente miscible en ella. Sin embargo, el valor (teórico) del logaritmo de su coeficiente de reparto, logP = -1,76, apunta una solubilidad menor en disolventes apolares —como el 1-octanol— que en disolventes polares.
Esta triamina es incompatible con ácidos fuertes y oxidantes fuertes, así como con cobre y aluminio y sus aleaciones.

## Síntesis y usos
El 1,4,7-triazaciclononano se sintetiza a partir de 1,4,7-tribencil-1,4,7-triazonano, compuesto que a su vez se obtiene añadiendo bromuro de bencilo a 10 °C a una disolución de carbonato de potasio en acetonitrilo. Una vez purificado, este compuesto se añade a ácido acético con Pd/C al 10% bajo hidrógeno gaseoso. El 1,4,7-triazaciclononano se obtiene, tras diversos tratamientos con ácido clorhídrico, etanol y éter dietílico, como un sólido blanco. El rendimiento de esta última reacción es del 95%.
El 1,4,7-triazaciclononano ha sido profusamente estudiado como agente quelante. Así, se han estudiado las características para unir proteínas de los complejos que forma con Cu(II); dichos estudios se han realizado en proteínas ricas en histidina tales como albúmina, transferrina y α(2)macroglobulina presentes en el suero humano.
Por otro lado, sus complejos con Co(III) y Ga(III) han sido utilizados para detectar los lugares donde los quelatos tridentados se unen a azúcares de tipo glucosa.
La capacidad del 1,4,7-triazaciclononano para estabilizar iones metálicos con un alto grado de oxidación —en particular Mn(IV)— explica su uso en muchos procesos catalíticos, tales como reacciones de polimerización de olefinas o reacciones de epoxidación de olefinas con peróxido de hidrógeno en agua.
Se ha sugerido el uso de complejos de 1,4,7-triazaciclononano-Mn(IV) como agentes blanqueadores de detergentes, reemplazando a algunos de los oxidantes tradicionales.
En este sentido, también se han estudiado sus complejos con tecnecio, elemento que no tiene isótopos estables; el compuesto de Tc(VII) [TcO3(tacn)]+ —siendo tacn el 1,4,7-triazaciclononano— es un sólido cristalino estable estudiado por difracción de rayos X.
Otro aspecto en el que se ha empleado esta triamina es en la construcción de cavidades artificiales como las que tienen las enzimas.
En relación con esto, se ha sintetizado un compuesto de triazaciclononano-colesterol que es capaz de distinguir selectivamente uracilo de adenina y timina.

## Precauciones
El 1,4,7-triazaciclononano es un compuesto combustible cuyo punto de inflamabilidad es 110 °C. Al descomponerse desprende monóxido de carbono y óxidos de nitrógeno.
En cuanto a su toxicidad para el organismo humano, el contacto con esta sustancia puede ocasionar daños severos en la piel y en los ojos.